# 돈 비 어프레이드: 어둠 속의 속삭임
《돈 비 어프레이드: 어둠 속의 속삭임》(영어: Don't Be Afraid of the Dark)은 2011년 공개된 미국의 영화이다.

## 출연

### 주연
- 케이티 홈즈
- 가이 피어스

### 조연
- 베일리 매디슨
- 앨런 데일
- 잭 톰슨
- 줄리아 블레이크
- 딜런 영
- 에밀리아 번즈
- 니콜라스 벨
- 제임스 맥케이

## 기타
- 미술: 로저 포드
- 의상: 웬디 척
- 세트: 케리 브라운
- 배역: 베누스 카나니
- 배역: 크리스틴 킹
- 배역: 마리 베뉴